# Jane McCrea
Jane McCrea (parfois orthographié McCrae ou MacCrae, née en 1752 et morte le 27 juillet 1777) était une jeune femme qui aurait été tuée par des Amérindiens associés à l'armée britannique du général John Burgoyne durant la guerre d'indépendance américaine. Elle était fiancée à un loyaliste servant dans les troupes de Burgoyne. Sa mort suscita l'indignation et déclencha une augmentation du nombre de recrutement dans les rangs des patriots.
La propagande qui suivit accentua grandement sa beauté ; et le fait qu'elle avait été associée aux Loyalistes (même si sa famille servait surtout la cause patriote) porta un coup aux déclarations des Britanniques, qui disaient pouvoir protéger les Loyalistes. L'incapacité de Burgoyne à punir les assassins présumés sapa également l'assertion des Britanniques qui les présentait comme plus civilisés dans leur conduite de la guerre. Cette propagande contribua au succès du recrutement des Patriots dans l'État de New York pendant plusieurs années. Le fiancé de McCrea, touché par l'affaire, ne se serait jamais marié. L'histoire de la vie et de la mort de cette jeune femme entra dans le folklore américain et fut utilisée plus tard par James Fenimore Cooper dans Le Dernier des Mohicans.

## Vie et meurtre
Jane McCrea est l'une des plus jeunes enfants de la grande famille du révérend James McCrea du New Jersey. Depuis la mort de sa mère et le remariage de son père, elle vit avec son frère John près de Saratoga dans l'État de New York, où elle devient fiancée à David Jones. Lorsque la guerre éclate, deux de ses frères rejoignent les forces américaines tandis que son fiancé fuit avec d'autres Loyalistes au Québec. Comme l'expédition de John Burgoyne se rapproche de l'Hudson au cours de l'été 1777, le colonel John McCrea prend ses fonctions dans un régiment de miliciens du comté d'Albany. Jones sert en tant que lieutenant dans l'une des unités de miliciens loyalistes accompagnant Burgoyne et est stationné à Fort Ticonderoga après la capture de ce dernier.
Jane McCrea quitte le domicile de son frère et se met en route pour rejoindre son fiancé à Ticonderoga et elle atteint le village situé près de l'ancien Fort Edward. Elle demeure au domicile de Sara McNeil, une autre Loyaliste et vieille cousine du général britannique Simon Fraser. Le matin du 27 juillet 1777, un groupe d'Amérindiens, un détachement d'avant-garde de l'armée de Burgoyne mené par un Wendat connu sous le nom de le Loup ou Wyandot Panther, descend sur le village de Fort Edward. Ils massacrent un colon et sa famille puis tuent ensuite le lieutenant Tobias Van Vechten ainsi que d'autres soldats dans une embuscade. Ce qui s'est passé ensuite est sujet à débat ; ce qu'on sait est que Jane McCrea et Sara McNeil ont été emmenées par les Amérindiens et séparées. McNeil a finalement été emmenée au campement britannique, et soit elle, soit David Jones reconnut le scalp supposé de Jane McCrea porté par un Amérindien.
La version traditionnelle de ce qui s'est produit semble être basée sur le récit de Thomas Anburey, un officier britannique. Deux guerriers, dont l'un était Wyandot Panther, escortaient Jane McCrea jusqu'au campement britannique lorsqu'ils se disputèrent à propos d'une récompense attendue pour l'avoir ramenée. L'un d'eux l'aurait ensuite tuée et scalpée, et Wyandot Panther aurait fini par emmener le scalp. Anburey prétend qu'elle fut emmenée contre sa volonté, mais d'autres rumeurs ont affirmé qu'elle était escortée jusqu'à son fiancé, à la demande de David Jones. La deuxième version de l'histoire, apparemment avancée par Wyandot Panther lors de son interrogatoire, est que McCrea fut tuée par une balle tirée par des poursuivants américains. James Phinney Baxter, en soutenant cette version des évènements dans son histoire de la campagne de Burgoyne de 1887, affirme qu'une exhumation de son corps n'a révélé que des blessures par balles, et non des blessures par tomahawk.

## Réactions au meurtre
Lorsque Burgoyne apprend le meurtre, il se rend au campement amérindien et ordonne que le coupable soit livré, menaçant de le faire exécuter. Le général Fraser et Luc de la Corne, l'agent menant les Amérindiens, le préviennent qu'un tel acte pourrait causer la défection de tous les Amérindiens et pourrait les inciter à se venger alors qu'ils remontent vers le nord. Burgoyne finit par fléchir, et aucune action n'est prise contre les Amérindiens.
Les nouvelles de sa mort voyagent relativement rapidement pour les standards de l'époque. Les nouvelles sont publiées en Pennsylvanie le 11 août et aussi loin qu'en Virginie le 22 août. Souvent, les récits deviennent plus exagérés à mesure qu'ils se propagent, décrivant des assassinats aveugles de grands nombres de Loyalistes autant que de Patriots. La campagne de Burgoyne visait à utiliser les Amérindiens comme un moyen d'intimider les colons ; cependant, la réaction américaine à ces nouvelles n'est pas celle espérée. La guerre de propagande connaît un coup d'accélérateur après que Burgoyne a écrit une lettre au général américain Horatio Gates, se plaignant du traitement réservé par les Américains aux prisonniers capturés lors de la bataille de Bennington du 17 août. La réponse de Gates est largement reproduite :

« Que les sauvages d'Amérique puissent dans leur guerre mutiler et scalper les malheureux prisonniers qui tombent entre leurs mains n'est ni nouveau ni extraordinaire ; mais que le célèbre lieutenant général Burgoyne, en qui le parfait gentleman s'unit au soldat et à l'érudit, puisse engager les sauvages d'Amérique pour scalper des Européens et les descendants d'Européens, et de plus, qu'il puisse payer un prix pour chaque scalp obtenu de manière si barbare, est plus que ce qui sera cru en Angleterre. [...] Mademoiselle McCrae, une jeune femme agréable à la vue, d'un caractère vertueux et à l'abord amiable, sur le point d'être mariée à un officier de votre armée, fut [...] emmenée dans les bois, où elle fut scalpée et mutilée de la plus choquante des manières [...] »

— Gates à Burgoyne